# أوبونتو سينامن
أوبونتو سينامن (بالإنجليزية: Ubuntu Cinnamon)‏ هي توزيعة لينكس واشتقاق رسمي لنظام التشغيل أوبونتو، وتستخدم بيئة سطح المكتب سينامن بدلًا من جنوم. تم إصدار التوزيعة بتاريخ 4 ديسمبر 2019، وفي 28 مارس 2023 أصبحت التوزيعة اشتقاقًا رسميًا لأوبونتو.

## وصلات خارجية
- الموقع الرسمي